# E371号線
E371号線(E371ごうせん、英: European route E371) はポーランドのラドムから、スロバキアのプレショフを結ぶ、欧州自動車道路のBクラス幹線道路。

## 経路
- ポーランド
  - E19号線 – ラドム(Radom)
  - E40号線 – ジェシュフ(Rzeszów)
  - バルビネク(Barwinek)
- スロバキア
  - ヴィシュニー・コマールニク(Vyšný Komárnik)
  - スヴィドニーク(Svidník)
  - E50号線 – プレショフ(Prešov)